# تزیروآنوماندیدی (بخش)
تزیروآنوماندیدی (به لاتین: Tsiroanomandidy) یک بخش‌های ماداگاسکار در ماداگاسکار است که در بونگولاوا واقع شده‌است.